# Sympiesis vagans
Sympiesis vagans is een vliesvleugelig insect uit de familie Eulophidae. De wetenschappelijke naam is voor het eerst geldig gepubliceerd in 1926 door Timberlake.